# All-Star Game LFB 2000
Le All-Star Game LFB 2000 est la 2e édition du All-Star Game LFB. Il se déroule le 24 novembre 2000 à Bordeaux. L’équipe de l'Ouest a battu l’équipe de l'Est (84-76). Laure Savasta a été élue MVP française et Cindy Blodgett MVP étrangère. Les meilleures marqueuses du match sont Nicole Antibe, Allison Feaster et Isabelle Fijalkowski avec 13 points.

## Joueuses

### All-Stars de l'Ouest
| Position    | Joueuse            | Équipe               |
| ----------- | ------------------ | -------------------- |
| Ailier fort | Nicole Antibe      | Bourges              |
| Pivot       | Irina Gerlits      | W Bordeaux Basket    |
| Arrière     | Laure Savasta      | Tarbes Gespe Bigorre |
| Ailier fort | Magali Lacroix     | USO Mondeville       |
| Pivot       | Jennifer Whittle   | Tarbes Gespe Bigorre |
| Ailier fort | Elena Nikipolskaia | USO Mondeville       |
| Ailière     | Cathy Melain       | Bourges              |
| Meneuse     | Yannick Souvré     | Bourges              |
| Ailière     | Odile Santaniello  | W Bordeaux Basket    |
| Pivot       | Yulia Gureeva      | COB Calais           |
| Ailière     | Johanna Boutet     | W Bordeaux Basket    |

### All-Stars de l'Est
| Position | Joueuse               | Équipe                |
| -------- | --------------------- | --------------------- |
| Ailière  | Allison Feaster       | ASPTT Aix-en-Provence |
| Pivot    | Isabelle Fijalkowski  | Valenciennes          |
| Pivot    | Sandra Dijon-Gérardin | Istres                |
| Ailière  | Sabine Falcoz         | ASPTT Aix-en-Provence |
| Meneuse  | Edwige Lawson-Wade    | ASPTT Aix-en-Provence |
| Pivot    | Ann Wauters           | Valenciennes          |
| Ailière  | Justine Agbatan       | ASPTT Aix-en-Provence |
| Arrière  | Cindy Blodgett        | Villeneuve-d’Ascq     |
| Pivot    | Stéphanie Vivenot     | Reims                 |
| Arrière  | Christelle Jouandon   | Nice                  |

## Concours
Concours de tirs à 3 points : Laure Savasta et Jennifer Whittle (vainqueur)